# Margot Dreschel

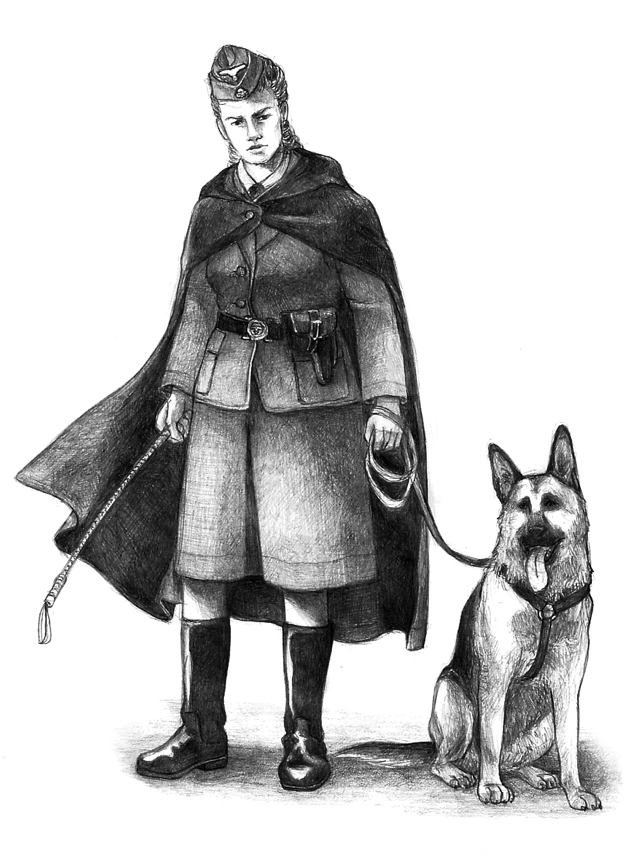
Une SS Aufseherin et son chien.

Margot Elisabeth Dreschel, parfois nommée Drechsler, Dreschler ou Drexler, née le 17 mai 1908 à  Neugersdorf et exécutée par les Soviétiques en juin 1945 à Bautzen, était une gardienne de camps de concentration qui sévit dans différents camps durant la Seconde Guerre mondiale.

## Éléments biographiques
Avant son engagement comme SS-auxiliaire, elle travaillait dans un bureau à Berlin. Le 31 janvier 1941, Margot Dreschel vint à Ravensbrück pour y recevoir une formation de gardienne. Elle fut tout d'abord aufseherin (gardienne auxiliaire) à ce même camp de Ravensbrück, chargée des détenues. Elle fit ses armes sous le commandement de l'Oberaufseherin, Johanna Langefeld et devint rapidement SS-Rapportführerin (1941).

### Auschwitz-Birkenau
Le 27 avril 1942, Dreschel fut désignée pour rejoindre le nouveau camp d'Auschwitz-Birkenau II en Pologne occupée. Elle entra en fonction à Birkenau en août 1942 dès que le camp pour femmes y fut établi et les détenues transférées d'Auschwitz I. Elle travailla sous les ordres de Maria Mandl et de Josef Mengele.
Dreschel supervisait l'ensemble des bureaux du camp. Son apparence physique est décrite comme étant répugnante. Ainsi le témoignage d'une ancienne détenue : « La chef de camp Dreschel était là, ses dents proéminentes en avant, même lorsque sa bouche était fermée ». Les détenues la décrivirent comme étant vulgaire, sèche et laide. Après la guerre, de nombreux survivants témoignèrent de sa brutalité notoire. Elle prenait part aux sélections en blouse et gants blancs, déguisée en médecin. « Un jour, Dreschler est arrivée avec son limier énorme, a fait se déshabiller tout le monde et nous avons dû rester debout des heures, complètement nues, plus personne ne pensait plus à la vie, les chambres à gaz paraissaient inéluctables ».
Elle faisait de fréquentes allées et venues entre Auschwitz I et Birkenau et s'impliquait personnellement dans la sélection des femmes et des enfants qui devaient être envoyés aux chambres à gaz. Le 1er novembre 1944, elle rejoignit le camp de concentration de Flossenbürg en tant qu'Oberaufseherin et instructrice des nouvelles recrues. En janvier 1945, elle revint au camp annexe de Ravensbrück à Neustadt-Glewe et s'enfuit de là en avril 1945 devant l'avance de l'Armée rouge.
En mai 1945, plusieurs ex-détenues d'Auschwitz la reconnurent sur la route entre Pirna et Bautzen, dans la zone soviétique et l'amenèrent à la police militaire de l'Armée rouge. Les Soviétiques la condamnèrent à mort et l'exécutèrent par pendaison à Bautzen en juin 1945.